# Trem de combate
O trem de combate constitui o elemento logístico das unidades militares operacionais de alguns exércitos. O termo está hoje em desuso.

## Exército Português
Na organização das unidades do Exército Português, entre as décadas de 1920 e 1940, o trem de combate era o elemento que incluía normalmente os serviços de saúde, de munições, reabastecimento e subsistências. Normalmente, o trem de combate dividia-se em primeiro escalão (TC1) e segundo escalão (TC2). O primeiro escalão, com os serviços de munições e de saúde apoiava de perto a unidade em combate, enquanto que o segundo escalão se mantinha mais à retaguarda.
Existiam trens de combate de regimento, de batalhão e de companhia.